# راسموس ليندغرين
راسموس ليندغرين (بالسويدية: Rasmus Lindgren)‏ (29 نوفمبر 1984 السويد - ) هو لاعب كرة قدم سويدي، يلعب كلاعب وسط.

## وصلات خارجية
راسموس ليندغرين على موقع اتحاد السويد (السويدية)
- راسموس ليندغرين على موقع قاعدة بيانات كرة القدم.إي يو (الإنجليزية)
- راسموس ليندغرين على موقع ناشيونال فوتبول تيمز (الإنجليزية)
- راسموس ليندغرين على موقع Soccerway.com (الإنجليزية)
- راسموس ليندغرين على موقع عالم كرة القدم.نت (الإنجليزية)
- راسموس ليندغرين على موقع AS.com (الإسبانية)